# Mangole
Mangole (indonez. Pulau Mangole) – wyspa w Indonezji pomiędzy morzami: Moluckim, Banda i Seram; część wysp Sula.
Od zachodu cieśnina Capalulu oddziela ją od wyspy Taliabu; od południa cieśnina Mangole od wyspy Sanana.
Uprawiana są tam kukurydza, palma kokosowa, sagowiec, maniok, tytoń szlachetny; eksploatuje się także lasy (w celu pozyskiwania rattanu, żywic) oraz uprawia rybołówstwo
Główne miasto wyspy to Auponhia.